# István Barkóczi
István Barkóczi (* 1952 in Budapest) ist ein ungarischer Kunsthistoriker.
István Barkóczi, Sohn des Provinzialrömischen Archäologen László Barkóczi, studierte am geisteswissenschaftlichen Fachbereich der Eötvös-Loránd-Universität von 1972 bis 1977 Englisch, Spanisch und Kunstgeschichte. Nach dem Studium erhielt er ein zweijähriges Stipendium zur wissenschaftlichen Weiterbildung am Museum der Schönen Künste in Budapest. Von 1980 bis 2000 war er dort als Museologe in der Alten Galerie tätig. Während dieser Zeit hat er 1992 mit einer Arbeit über die Sammlung von El Greco in Ungarn an der Eötvös-Loránd-Universität promoviert. 2001 war er als Forscher am Architekturmuseum in Budapest tätig und vom selben Jahr an bis 2006 stellvertretender Leiter der Kunsthalle in Budapest.
Sein zusammen mit Klára Garas verfasstes Buch über das Museum der Schönen Künste in Budapest wurde in mehreren Auflagen veröffentlicht und in mehrere Sprachen übersetzt.

## Veröffentlichungen (Auswahl)
- István Barkóczi, Klára Garas: Szépművészeti Múzeum. Hrsg.: Szépművészeti Múzeum. Corvina, Békéscsaba 1985, ISBN 963-13-1947-4 (ungarisch, 172 S.).
- István Barkóczi, Klára Garas: The Budapest Museum of Fine Arts. Hrsg.: Szépművészeti Múzeum. Corvina, Békéscsaba 1988, ISBN 963-13-2297-1 (englisch, 171 S., ungarisch: Szépművészeti Múzeum. Békéscsaba 1982. Übersetzt von Mária Steiner).
- István Barkóczi, Klára Garas: Le collezioni del Museo delle belle arti Budapest. Hrsg.: Szépművészeti Múzeum. Corvina, Budapest 1992, ISBN 963-13-3303-5 (italienisch, 172 S., ungarisch: Szépművészeti Múzeum. Békéscsaba 1982. Übersetzt von Ildikó Bíró, Paolo Santarcangeli).
- István Barkóczi, Klára Garas: Das Museum der Bildenden Künste in Budapest. Hrsg.: Szépművészeti Múzeum. Corvina, Budapest 1998, ISBN 963-13-4771-0 (172 S., ungarisch: Szépművészeti Múzeum. Békéscsaba 1982. Übersetzt von Ruth Futaky,  Madeleine Merán).
- Spanyol képek a Szépmüvészeti Múzeumban. Képzőművészeti Kiadó, Budapest 1983.
- (Hrsg.): Von Raffael bis Tiepolo. Italienische Kunst aus der Sammlung des Fürstenhauses Esterházy. München 1999. ISBN 3-7814-0430-7.